# Волкова Олександра Павлівна
Олекса́ндра Па́влівна Во́лкова (1903—1994) — доярка племінного молочного радгоспу «Караваєво» Костромського району Костромської області, Герой Соціалістичної Праці (1948).

## Біографія
Народилася 26 березня 1903 року в селі Зубіно (зараз — Костромський район Костромської області) в селянській родині.
На початку 1930-х стала працювати дояркою в найближчому племрадгоспі «Караваєво».
Спочатку радгоспні корови показували надої 3 літри в день. Завдяки зусиллям Олександри Волкової надої зросли до 60 літрів.
У 1930-х роках місцеві фахівці під керівництвом старшого зоотехніка радгоспу С. І. Штеймана вивели нову породу великої рогатої худоби, що відрізняється особливо високими надоями і відома нині як Костромська. Племрадгосп давав рекордні надої молока і досягнення караваєвців стали відомі не тільки на весь Радянський Союз, але й за кордоном.
Наприкінці 1936 року в караваєвському стаді було багато корів-рекордисток, кожна з них могла дати за рік понад 7 тисяч літрів молока.
Під час війни, незважаючи на всі труднощі, вдалося зберегти племінне ядро нової породи. Племрадгосп постачав молоком і маслом дитячі садки, лікарні та військові частини. У 1944 році офіційно затверджена Костромська порода великої рогатої худоби.
У 1947 році в середньому від кожної з 8 корів доярка О. П. Волкова отримала по 5917 кілограмів молока або 222 кілограми молочного жиру.
Указом Президії Верховної Ради СРСР від 25 серпня 1948 року за отримання високої продуктивності тваринництва в 1947 році Волкова Олександра Павлівна удостоєна звання Героя Соціалістичної Праці з врученням ордена Леніна і золотої медалі «Серп і Молот».
Померла 25 грудня 1994 року в місті Волгорєченськ.

## Нагороди
- Герой Соціалістичної Праці (1948)
- Орден Леніна (1948)
- медалі